# Färöischer Fußballpokal 1997
Der Färöische Fußballpokal 1997 fand zwischen dem 16. März und 3. August 1997 statt und wurde zum 43. Mal ausgespielt. Im Endspiel, welches im Gundadalur-Stadion in Tórshavn auf Kunstrasen ausgetragen wurde, siegte Titelverteidiger GÍ Gøta mit 6:0 gegen VB Vágur und konnte den Pokal somit zum vierten Mal gewinnen. Zudem nahm GÍ Gøta dadurch an der Qualifikation zum Europapokal der Pokalsieger 1998/99 teil.
GÍ Gøta und HB Tórshavn belegten in der Meisterschaft die Plätze drei und vier. Mit Skála ÍF erreichte ein Drittligist die Gruppenphase sowie mit TB Tvøroyri ein Zweitligist das Viertelfinale.

## Teilnehmer
Teilnahmeberechtigt waren folgende 20 A-Mannschaften der vier färöischen Ligen:
| 1. Deild | 2. Deild                                                 | 3. Deild                           | 4. Deild            |
| B36 Tórshavn B68 Toftir B71 Sandur FS Vágar GÍ Gøta HB Tórshavn ÍF Fuglafjørður KÍ Klaksvík NSÍ Runavík VB Vágur | EB/Streymur LÍF Leirvík Royn Hvalba SÍ Sumba TB Tvøroyri | Fram Tórshavn SÍ Sørvágur Skála ÍF | AB Argir NÍF Nólsoy |

## Modus
Sämtliche Erstligisten sowie die Zweitligisten TB Tvøroyri und EB/Streymur waren für die Gruppenphase gesetzt. Die verbliebenen Mannschaften spielten in einer Runde die restlichen vier Teilnehmer aus. In der Gruppenphase spielte jede Mannschaft zwei Mal gegen jede andere, wobei sich die Erst- und Zweitplatzierten jeder Gruppe für die nächste Runde qualifizierten. Anschließend wurde im K.-o.-System weitergespielt.

## Qualifikation
Die Partien der Qualifikationsrunde fanden am 16. März statt.
|               | Ergebnis   |             |
| ------------- | ---------- | ----------- |
| Fram Tórshavn | 00:2 (0:1) | LÍF Leirvík |
| NÍF Nólsoy    | 04:7 (1:3) | Skála ÍF    |
| Royn Hvalba   | 1w/o 1     | SÍ Sørvágur |
| SÍ Sumba      | 20:0 (8:0) | AB Argir    |

## Gruppenphase
Die Partien der Gruppenphase fanden zwischen dem 22. März und 20. April statt.

### Gruppe 1
| Pl. | Verein       | Sp. | S | U | N | Tore    | Diff. | Punkte |
| --- | ------------ | --- | - | - | - | ------- | ----- | ------ |
| 1.  | B36 Tórshavn | 6   | 5 | 1 | 0 | 039:400 | +35   | 16     |
| 2.  | VB Vágur     | 6   | 4 | 1 | 1 | 024:600 | +18   | 13     |
| 3.  | FS Vágar     | 6   | 1 | 1 | 4 | 009:160 | −7    | 04     |
| 4.  | Skála ÍF     | 6   | 0 | 1 | 5 | 004:500 | −46   | 01     |

| 23. März 1997  |            |              |
| FS Vágar       | 0:4 (0:0)  | VB Vágur     |
| Skála ÍF       | 0:13 (0:6) | B36 Tórshavn |
| 27. März 1997  |            |              |
| B36 Tórshavn   | 5:2 (1:1)  | VB Vágur     |
| Skála ÍF       | 2:6 (1:1)  | FS Vágar     |
| 31. März 1997  |            |              |
| FS Vágar       | 1:3 (1:0)  | B36 Tórshavn |
| VB Vágur       | 9:0 (7:0)  | Skála ÍF     |
| 6. April 1997  |            |              |
| B36 Tórshavn   | 14:0 (5:0) | Skála ÍF     |
| VB Vágur       | 2:0 (1:0)  | FS Vágar     |
| 13. April 1997 |            |              |
| FS Vágar       | 2:2 (2:1)  | Skála ÍF     |
| VB Vágur       | 1:1 (0:1)  | B36 Tórshavn |
| 20. April 1997 |            |              |
| B36 Tórshavn   | 3:0 (0:0)  | FS Vágar     |
| Skála ÍF       | 0:6 (0:4)  | VB Vágur     |

### Gruppe 2
| Pl. | Verein          | Sp. | S | U | N | Tore    | Diff. | Punkte |
| --- | --------------- | --- | - | - | - | ------- | ----- | ------ |
| 1.  | KÍ Klaksvík     | 6   | 5 | 0 | 1 | 013:600 | +7    | 15     |
| 2.  | B68 Toftir      | 6   | 4 | 0 | 2 | 016:600 | +10   | 12     |
| 3.  | Royn Hvalba     | 6   | 2 | 0 | 4 | 009:240 | −15   | 06     |
| 4.  | ÍF Fuglafjørður | 6   | 1 | 0 | 5 | 013:150 | −2    | 03     |

| 23. März 1997   |           |                 |
| ÍF Fuglafjørður | 1:2 (1:1) | B68 Toftir      |
| Royn Hvalba     | 1:3 (0:2) | KÍ Klaksvík     |
| 27. März 1997   |           |                 |
| ÍF Fuglafjørður | 7:1 (4:1) | Royn Hvalba     |
| KÍ Klaksvík     | 0:1 (0:0) | B68 Toftir      |
| 31. März 1997   |           |                 |
| ÍF Fuglafjørður | 1:3 (1:1) | KÍ Klaksvík     |
| Royn Hvalba     | 1:0 (1:0) | B68 Toftir      |
| 5. April 1997   |           |                 |
| KÍ Klaksvík     | 2:1 (0:0) | Royn Hvalba     |
| 6. April 1997   |           |                 |
| B68 Toftir      | 3:0 (2:0) | ÍF Fuglafjørður |
| 13. April 1997  |           |                 |
| B68 Toftir      | 1:3 (0:1) | KÍ Klaksvík     |
| Royn Hvalba     | 4:3 (1:1) | ÍF Fuglafjørður |
| 19. April 1997  |           |                 |
| B68 Toftir      | 9:1 (5:0) | Royn Hvalba     |
| 20. April 1997  |           |                 |
| KÍ Klaksvík     | 2:1 (0:0) | ÍF Fuglafjørður |

### Gruppe 3
| Pl. | Verein      | Sp. | S | U | N | Tore    | Diff. | Punkte |
| --- | ----------- | --- | - | - | - | ------- | ----- | ------ |
| 1.  | HB Tórshavn | 6   | 6 | 0 | 0 | 051:700 | +44   | 18     |
| 2.  | TB Tvøroyri | 6   | 4 | 0 | 2 | 017:230 | −6    | 12     |
| 3.  | EB/Streymur | 6   | 2 | 0 | 4 | 006:310 | −25   | 06     |
| 4.  | SÍ Sumba    | 6   | 0 | 0 | 6 | 005:180 | −13   | 0      |

| 22. März 1997  |            |             |
| SÍ Sumba       | 0:1 (0:1)  | TB Tvøroyri |
| 23. März 1997  |            |             |
| HB Tórshavn    | 10:0 (6:0) | EB/Streymur |
| 27. März 1997  |            |             |
| EB/Streymur    | 1:5 (1:2)  | TB Tvøroyri |
| HB Tórshavn    | 4:0 (2:0)  | SÍ Sumba    |
| 31. März 1997  |            |             |
| SÍ Sumba       | 0:1 (0:1)  | EB/Streymur |
| TB Tvøroyri    | 3:5 (1:2)  | HB Tórshavn |
| 5. April 1997  |            |             |
| EB/Streymur    | 1:13 (0:3) | HB Tórshavn |
| TB Tvøroyri    | 5:2 (5:0)  | SÍ Sumba    |
| 13. April 1997 |            |             |
| SÍ Sumba       | 2:5 (2:1)  | HB Tórshavn |
| TB Tvøroyri    | 2:1 (1:1)  | EB/Streymur |
| 20. April 1997 |            |             |
| EB/Streymur    | 2:1 (1:1)  | SÍ Sumba    |
| HB Tórshavn    | 14:1 (6:0) | TB Tvøroyri |

### Gruppe 4
| Pl. | Verein      | Sp. | S | U | N | Tore    | Diff. | Punkte |
| --- | ----------- | --- | - | - | - | ------- | ----- | ------ |
| 1.  | NSÍ Runavík | 6   | 5 | 1 | 0 | 022:800 | +14   | 16     |
| 2.  | GÍ Gøta     | 6   | 4 | 1 | 1 | 025:100 | +15   | 13     |
| 3.  | B71 Sandur  | 6   | 2 | 0 | 4 | 012:250 | −13   | 06     |
| 4.  | LÍF Leirvík | 6   | 0 | 0 | 6 | 007:230 | −16   | 0      |

| 22. März 1997  |           |             |
| LÍF Leirvík    | 0:5 (0:2) | GÍ Gøta     |
| 23. März 1997  |           |             |
| B71 Sandur     | 0:7 (0:2) | NSÍ Runavík |
| 27. März 1997  |           |             |
| GÍ Gøta        | 2:2 (2:1) | NSÍ Runavík |
| LÍF Leirvík    | 2:3 (0:2) | B71 Sandur  |
| 31. März 1997  |           |             |
| B71 Sandur     | 1:4 (0:2) | GÍ Gøta     |
| NSÍ Runavík    | 1:0 (1:0) | LÍF Leirvík |
| 6. April 1997  |           |             |
| GÍ Gøta        | 6:1 (3:1) | LÍF Leirvík |
| NSÍ Runavík    | 4:2 (2:0) | B71 Sandur  |
| 13. April 1997 |           |             |
| B71 Sandur     | 4:2 (2:1) | LÍF Leirvík |
| NSÍ Runavík    | 4:2 (2:0) | GÍ Gøta     |
| 20. April 1997 |           |             |
| GÍ Gøta        | 6:2 (3:2) | B71 Sandur  |
| LÍF Leirvík    | 2:4 (2:1) | NSÍ Runavík |

## Viertelfinale
Die Viertelfinalpartien fanden am 8. Mai statt.
|              | Ergebnis                         |             |
| ------------ | -------------------------------- | ----------- |
| B36 Tórshavn | 8:0 (3:0)                        | TB Tvøroyri |
| HB Tórshavn  | 2:2 n. V. (1:1, 1:0) (3:4 i. E.) | GÍ Gøta     |
| KÍ Klaksvík  | 0:1 (0:1)                        | VB Vágur    |
| NSÍ Runavík  | 3:1 (1:0)                        | B68 Toftir  |

## Halbfinale
Die Hinspiele im Halbfinale fanden am 5. Juni statt, die Rückspiele am 2. Juli.
|          | Gesamt |              | Hinspiel  | Rückspiel |
| -------- | ------ | ------------ | --------- | --------- |
| GÍ Gøta  | 9:4    | NSÍ Runavík  | 6:2 (0:2) | 3:2 (1:1) |
| VB Vágur | 3:1    | B36 Tórshavn | 2:1 (2:0) | 1:0 (0:0) |

## Finale
| Paarung        | GÍ Gøta – VB Vágur |
| Ergebnis       | 6:0 (4:0) |
| Datum          | 3. August 1997 |
| Stadion        | Gundadalur, Tórshavn |
| Schiedsrichter | Kim Ejdesgaard (Tórshavn) |
| Tore           | 1:0 Sámal Joensen (14.) 2:0 Henning Jarnskor (19.) 3:0 Pauli Jarnskor (23.) 4:0 Øssur Hansen (36.) 5:0 Henning Jarnskor (47.) 6:0 Henning Jarnskor (57.) |
| GÍ Gøta        | Sunvard Joensen – Janus Rasmussen, Agnar Højgaard – Henning Jarnskor (70. Heini Heinason/Jóan Petur Olsen), Sámal Joensen, Øssur Hansen, Magni Jarnskor (78. Samson Nesá), Pauli Jarnskor, Rúni Justinussen, Erland Tvørfoss (70. Heini Heinason/Jóan Petur Olsen) – Símun Petur Justinussen Cheftrainer: Páll Guðlaugsson ( Island) |
| VB Vágur       | Bjarni Johansen – Eyðun Kjærbo, Magni Jacobsen, Pól Thorsteinsson , Eyðun Jacobsen, Janus Mohr Kjærbo (45. Jón Gærdbo) – Magni Mohr (80. Michael Berg í Lágabø), Zoran Mancic, John Eystberg – Milan Milanović, Birgir Jørgensen (63. Egill Steinþórsson) Cheftrainer: Milan Milanović ( BR Jugoslawien)                             |
| Gelbe Karten   | Símun Petur Justinussen, Sámal Joensen – Milan Milanović, Magni Mohr, Eyðun Jacobsen, John Eystberg |
| Platzverweise  | keine – Eyðun Kjærbo (26.) |

## Torschützenliste
Bei gleicher Anzahl von Treffern sind die Spieler nach dem Nachnamen alphabetisch geordnet.
| Platz | Spieler                  | Verein       | Tore |
| ----- | ------------------------ | ------------ | ---- |
| 1     | Uni Arge                 | HB Tórshavn  | 21   |
| 2     | John Petersen            | B36 Tórshavn | 20   |
| 3     | Óli Hansen               | NSÍ Runavík  | 10   |
| 4     | Julian S. Johnsson       | B36 Tórshavn | 09   |
| 5     | Súni Fríði Johannesen    | NSÍ Runavík  | 08   |
| 5     | Aleksandar Radosavljevic | TB Tvøroyri  | 08   |
| 5     | Jens Erik Rasmussen      | HB Tórshavn  | 08   |
| 8     | Henning Jarnskor         | GÍ Gøta      | 07   |
| 8     | Magni Jarnskor           | GÍ Gøta      | 07   |
| 8     | Bergur Vinther           | SÍ Sumba     | 07   |